# Кочнев, Владимир Георгиевич
Влади́мир Гео́ргиевич Ко́чнев (1914—1944) — капитан Рабоче-крестьянской Красной Армии, участник Великой Отечественной войны, Герой Советского Союза (1944).

## Биография
Владимир Кочнев родился 31 мая 1914 года в семье тоннельного сторожа Георгия Николаевича Кочнева Кругобайкальской железной дороги в рабочем посёлке на разъезде Толстый (ныне — Слюдянский район Иркутской области). Через год семья переехала на станцию Загарино Забайкальской ж. д.  После окончания семи классов школы на ст. Могзон  и школы фабрично-заводского ученичества на ст. Хилок работал слесарем на Читинском вагоноремонтном заводе, одновременно учился в аэроклубе. В 1939 году Кочнев окончил Тамбовскую школу Гражданского воздушного флота, после чего работал лётчиком Хабаровского аэропорта. В сентябре 1942 года он был отправлен на фронт.
К апрелю 1944 года гвардии капитан Владимир Кочнев был заместителем командира эскадрильи 26-го гвардейского авиаполка 2-й гвардейской авиадивизии 2-го гвардейского авиакорпуса АДД СССР. К тому времени он совершил 197 боевых вылетов на бомбардировку важных объектов противника. 15 апреля 1944 года в районе Севастополя экипаж Кочнева успешно произвёл бомбардировку, однако при посадке на своём аэродроме из-за сплошной низкой облачности самолёт не попал на взлётно-посадочную полосу и рухнул на землю. Весь экипаж погиб при взрыве. Кочнев и его товарищи были похоронены в селе Великая Александровка Бориспольского района Киевской области Украины.
Указом Президиума Верховного Совета СССР от 19 августа 1944 года за «образцовое выполнение боевых заданий командования на фронте борьбы с немецкими захватчиками и проявленные при этом отвагу и геройство» гвардии капитан Владимир Кочнев посмертно был удостоен высокого звания Героя Советского Союза. Также был награждён орденом Ленина, двумя орденами Красного Знамени, орденом Отечественной войны 1-й степени.
В честь Кочнева названы улица в Хабаровске и ПТУ в городе Хилок, установлен обелиск на станции Загарино. Постановлением Законодательного собрания Забайкальского края об увековечении памяти В.Г. Кочнева" № 32 от 03.02.2023 г. школа № 23 на ст. Могзон названа именем Героя Советского Союза Кочнева Владимира Георгиевича, также именем Героя названа улица в посёлке Могзон.